# Carpasia

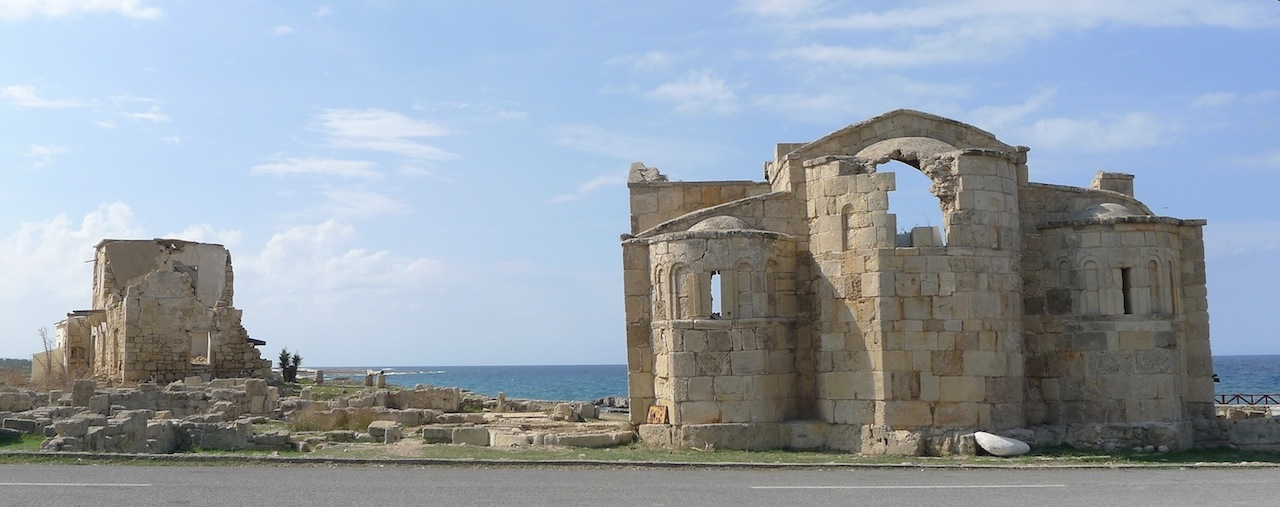
Ruinas de Agios Filón, donde también se situaba la antigua Carpasia.

Carpasia (en griego, Καρπασία) es el nombre de una antigua colonia griega y fenicia de Chipre. Se situaba en la parte norte de la isla. Actualmente sus restos están en la República Turca del Norte de Chipre.
Existe una leyenda mencionada por Helánico de Lesbos según la cual fue fundada por Pigmalión, rey de Sidón. Estrabón menciona que tenía puerto y que se encontraba enfrente del promontorio de Sarpedón, que se hallaba en Cilicia (Asia Menor). No lejos estaban las islas Carpasias. En el Periplo de Pseudo-Escílax se la cita como una ciudad habitada por fenicios, al igual que Lapeto y Cerinea.
La colonia dio nombre al lino carpasio que menciona Pausanias en su libro I (26:6-7) de la "Descripción de Grecia". De este material, que procedía de Carpasia, se fabricaba la mecha usada en la lámpara que acompañaba a la estatua de Atenea en la Acrópolis de Atenas, y que según Pausanias no se consumía con el fuego. 
En las Helénicas de Oxirrinco se cita un motín de mercenarios chipriotas que formaban parte de una flota bajo el mando de Conón, hacia el año 395 a. C. Los mercenarios eligieron por estratego a un hombre de origen carpaseo. Conón, tras solicitar la ayuda de soldados de la guarnición griega que protegía Cauno y otros soldados de Caria capturó y mató a sesenta chipriotas amotinados y crucificó al carpaseo. Diodoro Sículo relata que fue una de las ciudades chipriotas, junto con Urania, que fue tomada por Demetrio Poliorcetes, en el 306 a. C.
Carpasia aparece mencionada también en una lista de teorodocos de Delfos del año 193 a. C. Además está documentada la participación de hombres de Carpasia en los juegos Panhelénicos de principios del siglo II a. C.. Hay documentada una dedicatoria de Carpasia a «todos los dioses».
Se localiza en la actual Agios Filón, al norte de Rizokárpaso.